# Campeonato de Primera División 1915 (Argentina)
La Copa Campeonato 1915 fue el vigésimo séptimo torneo de la Primera División del fútbol argentino, y el que marcó la incorporación de la Federación Argentina de Football a la Asociación Argentina. La fase regular empezó el 4 de abril y terminó el 2 de enero de 1916. Se jugó una sola rueda de todos contra todos.
El torneo incluyó a todos los participantes de los certámenes disputados el año anterior, tanto de la Asociación, como de la Federación -con la excepción de Ferrocarril Gran Sud, que se había disuelto- y los ganadores de los respectivos ascensos, San Lorenzo por la primera, y el Defensores de Belgrano por la segunda.
San Isidro finalizó en el primer lugar; sin embargo, Racing Club, que se encontraba a 16 puntos del puntero y tenía ocho encuentros pendientes, consiguió igualarlo. Por ende, se disputó un desempate en el estadio de Crucecita que terminó llevándose 1–0 el Racing Club, lo que le permitió obtener su tercer título consecutivo de manera invicta, continuando con la histórica serie del heptacampeonato, y clasificar a la Copa Ibarguren 1915 contra Rosario Central, campeón de la Copa Nicasio Vila 1915.

## Ascensos y descensos
| Pos | Equipos ascendidos desde División Intermedia 1914 (FAF) |
| --- | ------------------------------------------------------- |
| 1.º | Defensores de Belgrano                                  |

| Pos   | Equipos ascendidos desde Segunda División 1914 (AAF) |
| ----- | ---------------------------------------------------- |
| Prom. | San Lorenzo                                          |

| Equipos descendidos en la temporada 1914 |
| ---------------------------------------- |
| No hubo                                  |

## Equipos
| Equipo                 | Ciudad            |
| ---------------------- | ----------------- |
| Argentino de Quilmes   | Quilmes           |
| Atlanta                | Buenos Aires      |
| Banfield               | Banfield          |
| Belgrano Athletic      | Buenos Aires      |
| Boca Juniors           | Buenos Aires      |
| Comercio               | Buenos Aires      |
| Defensores de Belgrano | Buenos Aires      |
| Estudiantes            | Buenos Aires      |
| Estudiantes            | La Plata          |
| Estudiantil Porteño    | Buenos Aires      |
| Ferro Carril Oeste     | Buenos Aires      |
| Sportivo Floresta      | Buenos Aires      |
| Gimnasia y Esgrima     | Buenos Aires      |
| Hispano Argentino      | Buenos Aires      |
| Huracán                | Buenos Aires      |
| Independiente          | Avellaneda        |
| Kimberley              | Buenos Aires      |
| Platense               | Buenos Aires      |
| Porteño                | Buenos Aires      |
| Quilmes                | Quilmes           |
| Racing Club            | Avellaneda        |
| River Plate            | Buenos Aires      |
| San Isidro             | San Isidro        |
| San Lorenzo            | Buenos Aires      |
| Tigre                  | Rincón de Milberg |

## Tabla de posiciones final
| Pos  | Equipo                  | Pts | PJ | G  | E | P  | GF | GC | Dif |
| ---- | ----------------------- | --- | -- | -- | - | -- | -- | -- | --- |
| 1.º  | Racing Club             | 46  | 24 | 22 | 2 | 0  | 95 | 5  | 90  |
| 2.º  | San Isidro              | 46  | 24 | 22 | 2 | 0  | 72 | 12 | 60  |
| 3.º  | River Plate             | 38  | 24 | 16 | 6 | 2  | 58 | 17 | 41  |
| 4.º  | Porteño                 | 36  | 24 | 17 | 2 | 5  | 57 | 26 | 31  |
| 5.º  | Platense                | 32  | 24 | 14 | 4 | 6  | 43 | 26 | 17  |
| 6.º  | Estudiantes (LP)        | 32  | 24 | 13 | 6 | 5  | 45 | 29 | 16  |
| 7.º  | Huracán                 | 28  | 24 | 11 | 6 | 7  | 40 | 26 | 16  |
| 8.º  | Independiente           | 27  | 24 | 11 | 5 | 8  | 40 | 22 | 18  |
| 9.º  | Estudiantes (BA)        | 27  | 24 | 12 | 3 | 9  | 38 | 33 | 5   |
| 10.º | Ferro Carril Oeste      | 24  | 24 | 8  | 8 | 8  | 38 | 32 | 6   |
| 11.º | Argentino de Quilmes    | 24  | 24 | 11 | 2 | 11 | 32 | 43 | -11 |
| 12.º | Gimnasia y Esgrima (BA) | 23  | 24 | 9  | 5 | 10 | 39 | 43 | -4  |
| 13.º | San Lorenzo             | 23  | 24 | 10 | 3 | 11 | 38 | 46 | -8  |
| 14.º | Boca Juniors            | 22  | 24 | 8  | 6 | 10 | 32 | 38 | -6  |
| 15.º | Banfield                | 21  | 24 | 9  | 3 | 12 | 33 | 44 | -11 |
| 16.º | Quilmes                 | 21  | 24 | 7  | 7 | 10 | 19 | 26 | -7  |
| 17.º | Hispano Argentino       | 20  | 24 | 8  | 4 | 12 | 39 | 50 | -11 |
| 18.º | Tigre                   | 20  | 24 | 8  | 4 | 12 | 21 | 40 | -19 |
| 19.º | Estudiantil Porteño     | 19  | 24 | 9  | 1 | 14 | 38 | 57 | -19 |
| 20.º | Belgrano Athletic       | 18  | 24 | 8  | 2 | 14 | 32 | 47 | -15 |
| 21.º | Atlanta                 | 15  | 24 | 7  | 1 | 16 | 18 | 53 | -35 |
| 22.º | Kimberley               | 14  | 24 | 5  | 4 | 15 | 23 | 45 | -22 |
| 23.º | Defensores de Belgrano  | 12  | 24 | 4  | 4 | 16 | 26 | 57 | -31 |
| 24.º | Comercio                | 7   | 24 | 2  | 3 | 19 | 23 | 77 | -54 |
| 25.º | Sportivo Floresta       | 5   | 24 | 1  | 3 | 20 | 15 | 60 | -45 |

|  |                                  |
|  | Clasificado al partido desempate |
|  | Descendido                       |

## Final
| Desempate del primer puesto | Desempate del primer puesto | Desempate del primer puesto | Desempate del primer puesto | Desempate del primer puesto | Desempate del primer puesto |
| Equipo 1                    | Resultado                   | Equipo 2                    | Estadio                     | Fecha                       |                             |
| --------------------------- | --------------------------- | --------------------------- | --------------------------- | --------------------------- | --------------------------- |
| Racing Club                 | 1 - 0                       | San Isidro                  | Independiente               | 6 de enero de 1916          |                             |

## Descensos y ascensos
Con los descensos de Kimberley, Defensores de Belgrano, Comercio y Floresta, y el ascenso de Gimnasia y Esgrima La Plata, el número de participantes para el campeonato de 1916 se redujo a 22.

## Copas nacionales
Durante la temporada se disputaron también las siguientes copas nacionales:
- Copa Dr. Carlos Ibarguren: ganada por Rosario Central.
- Copa de Competencia Jockey Club: ganada por el Club Atlético Porteño.
- Copa de Honor Municipalidad de Buenos Aires: ganada por el Racing Club.